# Sociogenia
Sociogenia (francés : sociogénie, del latín socius, es decir, "asociación" o "social", y el griego γένεσις, que denota "origen, fuente, comienzo, natividad, generación, producción o creación" ) o sociogénesis es el desarrollo de un fenómeno social. Que un fenómeno sea sociogenético indica que es socialmente producido, en oposición a lo ontológicamente dado, lo inmutable y/o lo estático. El concepto fue desarrollado por Frantz Fanon en su libro de 1952 Black Skin, White Masks.
Fanon fue un escritor, revolucionario y psicoanalista martiniqués cuyo trabajo se centró en las patologías y neurosis producidas por el colonialismo europeo. En Black Skin, White Masks, Fanon amplió los conceptos de ontogenia y filogenia de Freud, junto a los cuales Fanon colocó la sociogenia. Freud ocupó "ontogenia", un término tomado del campo de la biología, para describir el desarrollo natural del sujeto individual. También habló de "filogenia", término que podría usarse para comprender el desarrollo de grupos de sujetos, como familias o sociedades. Sobre la base del trabajo de Freud, Fanon desarrolló el concepto de sociogenia, que empleó para articular cómo los fenómenos producidos socialmente, como la pobreza o el crimen, están vinculados a ciertos grupos de población como si esos grupos estuvieran predispuestos biológica u ontogenéticamente hacia esos fenómenos. La combinación de sociogenia y ontogenia (es decir, la combinación de un fenómeno sociogenético con una predilección ontogenética o "natural") juega un papel importante en la construcción social de la raza, según Fanon.
Desde la época de los escritos de Fanon, el concepto de sociogenia ha sido asumido por muchos académicos en disciplinas como la sociología, la psicología, los estudios negros, los estudios de la mujer y los estudios poscoloniales . En particular, la sociogenia ha sido una piedra angular en el pensamiento de Sylvia Wynter .